# Dunkeld (Victoria)
Dunkeld ist eine Stadt in Victoria in Australien.

## Geografie
Dunkeld liegt am südlichen Ende des Grampians National Park, etwa 280 km westlich von Melbourne. Übergeordnete Gebietskörperschaft ist das Shire of Southern Grampians. Bei der Volkszählung 2021 hatte Dunkeld 688 Einwohner.

## Geschichte

### Urgeschichte
Vor der Ankunft der Europäer lebten die Djab-wurrung-Aborigines über 4.000 Jahre lang in dieser Region und östlich der Grampians. Die ersten Viehzüchter ließen sich Ende der 1830er Jahre nieder und ein Jahrzehnt lang gab es teilweise gewalttätige Auseinandersetzungen mit den ursprünglichen Einwohnern.

### Europäische Besiedlung
Im Bereich des späteren Dunkeld entwickelte sich eine kleine Gemeinde, die anfangs Mount Sturgeon nach dem europäischen Namen für den hinter der Stadt gelegenen Berg hieß. Ein Postamt mit dieser Bezeichnung eröffnete am 1. Juli 1852. Kurz darauf wurde die Siedlung in Dunkeld umbenannt. Namensgeber war die schottische Stadt gleichen Namens, die meisten Bewohner der Siedlung stammten damals aus Schottland. Das Postamt wechselte den Namen zum 1. Januar 1855 zu „Dunkeld“.
Im Januar 1944 zerstörte ein Buschfeuer, das auf die Stadt übergriff, ein Drittel der Häuser von Dunkeld.
1948 veröffentlichte der australische Autor Arthur W. Upfield den Kriminalroman The Mountains Have a Secret, der in der Umgebung von Dunkeld handelt.

## Verkehr

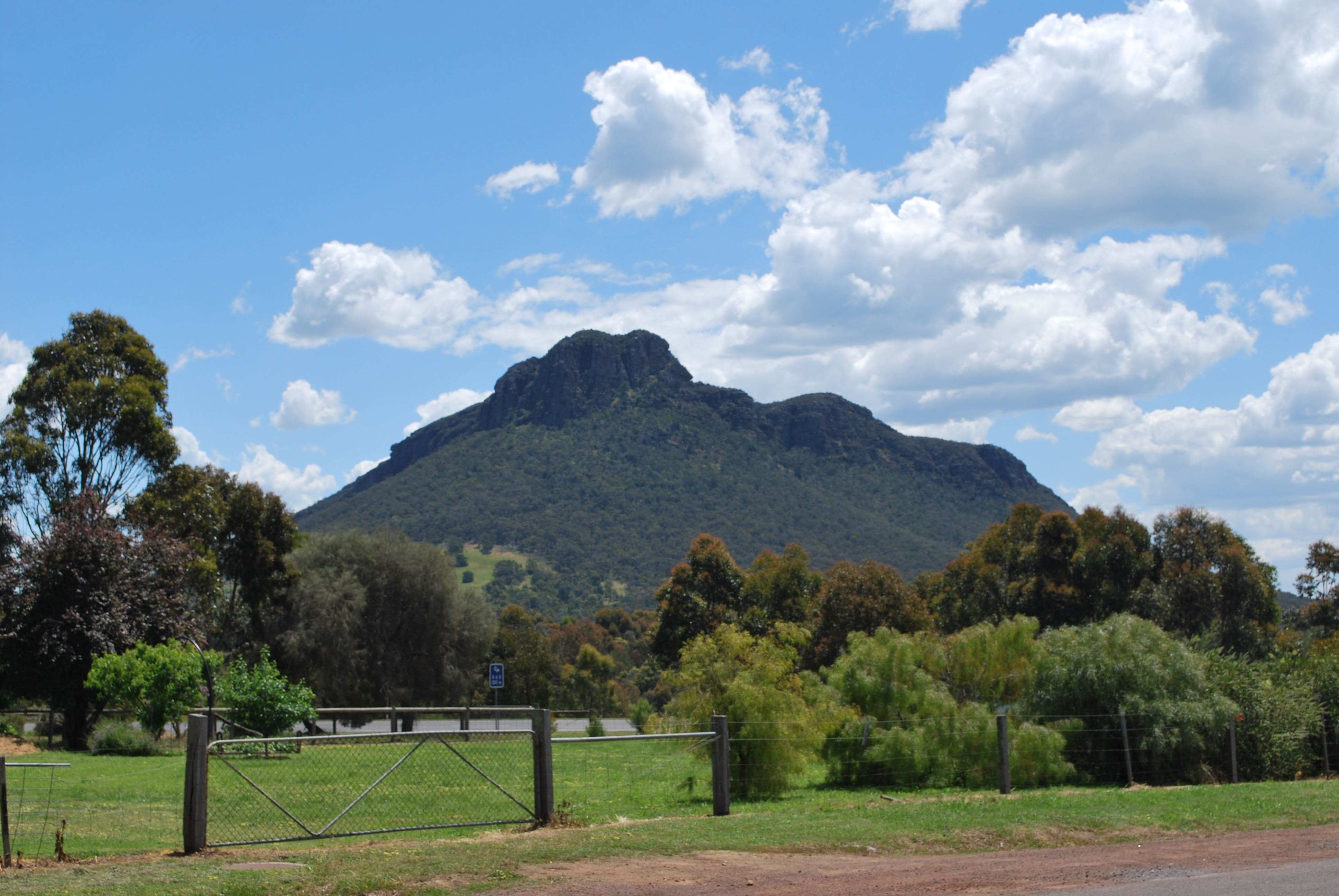
Mt Abrupt von Dunkeld aus

Dunkeld liegt an einem für den Verkehr strategisch wichtigen Punkt südlich der Grampians. So entstanden hier bereits im 19. Jahrhundert zahlreiche Hotels, das Robertson's Woolpack Inn war 1845 das erste, gefolgt von fünf weiteren. 1877 eröffnete die Bahnstrecke Ararat–Portland und damit auch ein Bahnhof in Dunkeld. Der Personenverkehr wurde hier 1981 eingestellt. Die wichtigste Verbindung ist heute die Überlandstraße B160.

## Wirtschaft
Dunkeld ist umgeben von landwirtschaftlichen Betrieben, die in der Schafzucht tätig sind. Außerdem spielt Tourismus eine Rolle in der lokalen Wirtschaft.

## Kultur
Das Dunkeld and District Historical Museum hat seinen Sitz in Dunkeld. Außerdem gibt es eine Reihe von Sportvereinen.